# Rene Pijpers
Rene Pijpers (né et mort à des dates inconnues) était joueur de football néerlandais, qui jouait en tant qu'attaquant.

## Biographie
On sait peu de choses sur sa carrière, sauf que c'est au club du RVV Rormond qu'il évolue lorsqu'il est convoqué en équipe des Pays-Bas par le sélectionneur anglais Bob Glendenning pour disputer la 1938 en France.
Lors de ce mondial, les Néerlandais sont sortis dès le 1er tour par 3-0 par la Tchécoslovaquie au Havre pendant les huitièmes-de-finale.